# Westlinton
Westlinton – osada i civil parish w Anglii, w Kumbrii, w dystrykcie (unitary authority) Cumberland. Leży 9 km na północ od miasta Carlisle i 428 km na północny zachód od Londynu. W 2011 roku civil parish liczyła 380 mieszkańców.